# 都灵路
都灵路（Rue de Turin）是巴黎第八区欧洲区的一条街道。始于列日路34号，止于Boulevard des Batignolles 27号。长373米，宽13米。

## 名称
都灵路得名于意大利北部大城市都灵。

## 历史
都灵路开辟于1847年。

## 建筑
- 4号
- 24号